# 维利耶勒马约
维利耶勒马约（法語：Villiers-le-Mahieu，法語發音：[vilje lə majø]）是法国伊夫林省的一个市镇，属于朗布依埃区。

## 地理
维利耶勒马约（48°51'35"N, 1°46'21"E）面积6.77 平方千米，位于法国法蘭西島大區伊夫林省，该省份为法国北部内陆省份，北起瓦兹河谷省，西接厄尔省，西南接厄尔-卢瓦省，东南接埃松省，东临上塞纳省。
与维利耶勒马约接壤的市镇（或旧市镇、城区）包括：欧图耶、弗莱克桑维尔、加朗西耶尔、古皮耶尔、图瓦里。

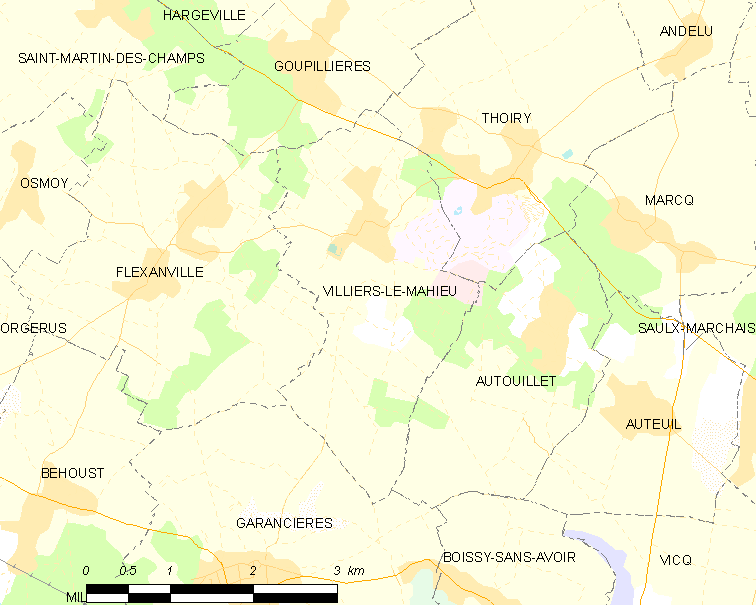
维利耶勒马约的OSM定位图

维利耶勒马约的时区为UTC+01:00、UTC+02:00（夏令时）。

## 行政
维利耶勒马约的邮政编码为78770，INSEE市镇编码为78681。

## 政治
维利耶勒马约所属的省级选区为欧贝让维尔县。

## 人口

1962-2008年间维利耶勒马约人口变化图示

维利耶勒马约于2022年1月1日时的人口数量为872人。